# トゥグロ＝チュミカン地区
トゥグロ＝チュミカン地区（Тугуро-Чумиканский район）はロシア連邦ハバロフスク地方の地区（ラヨン）の一つ。行政中心地はチュミカン村。 

## 歴史
1926年設立。

## 地理
トゥグロ＝チュミカン地区はハバロフスク地方北部の地方の一つである。ウダ川とトゥグル川の流域で、河川は無数の湾を有する東のオホーツク海へ流れる。地区内には15の島々からなるシャンタル諸島が含まれる。地形は多様だが山地が主。最大海抜は北部で1000mを超え、西部で1500m、南部境界の中央部分で2300m。平地はウダ川とトゥグル川の河川低地及び海沿いの細長い土地である。
面積96,080km2（地方内の地区中3位）。北はアヤノ＝マインスク地区、北西と西と南西はアムール州、南はポーリナ・オシペンコ地区、南東はウリチ地区とニコラエフスク地区に接する。

## 天然資源
トゥグロ＝チュミカン地区の鉱物資源はハバロフスク地方最大であるが詳細は知られていない。確認された採掘物は鉄およびマンガンの鉱石、燐灰石、チタン、フォスフォフィライト、非鉄金属（モリブデン、錫、水銀）、金および宝石、鉱泉水。総面積の64%以上が森林で覆われており、主な樹種はカラマツ、モミ、スプルース。

## 人口動態
2002年全ロシア国勢調査におけるこの地区の人口は2860人、地方内の地区中最少であり、男性1459人、女性1401人（それぞれ51.0%と49.0%）。都市人口はなし。全人口の50.3%が北方少数民族。2005年1月1日現在の推計人口は2700人。最大の集落は行政中心地であるチュミカン村で、人口1344人（2002年）、地区全体の約半数である。

## 集落
地区内には以下の6つの定住集落（種類はいずれもセロ）が存在する：アルガゼヤ（Алгазея）、ネラン（Неран）、トロム（Тором）、トゥグル（Тугур）、ウツコエ（Удское）、チュミカン（Чумикан）